# Rosa Sensat
Rosa Sensat i Vila (El Masnou, 17 de junho de 1873 - Barcelona, 1 de outubro de 1961) foi uma educadora e pedagoga catalã que contribuiu com a educação pública na Catalunia durante as primeras décadas do século XX.  Morou em Alicante, aonde se casou em 1903 com David Ferrer, mudando em seguida para  Barcelona.

## História
Rosa Sensat iniciou seus estudos pedagógicos na Escuela Central de Magisterio em Madrid, frequentou também o Instituto Jean-Jacques Rousseau em Genebra, aonde entrou em contato com as novas idéias que eram aplicadas nas Escolas da Europa na época.
Em 1914 assumiu a direção da seção para meninas da  Escuela del Bosque de Barcelona, posição que ocupou até 1930, quando assumiu a a posição de diretora da Escuela Secundaria Mila i Fontanals  também em Barcelona. Se afastou do trabalho em 1939, após a vitória de Francisco Franco  na Guerra Civil Espanhola.
Atuou no movimento feminista catalão do início do século XX.
Entre as muitas homenagens, receberam o seu nome a  Escuela de Maestros Rosa Sensat, Associació de Mestres Rosa Sensat  e a biblioteca infando-juvenil  Rosa Sensat.

## Livros publicados
- Viaje pedagógico a Francia, Suiza y Alemania en el año 1911. Memoria apresentada noAyuntamiento de Barcelona por varios professores públicos. Barcelona: J. Horta impr. (1912)
- Curs normal d'ensenyament domèstic per a mestresses. Barcelona: Ajuntament de Barcelona. (1921)
- Discurs de l'acte inauguralal del curs 1922-1923. Barcelona: Institut de Cultura i Blblioteca Popular de la Dona. (1922)
- Rapport de la directrice et professeur du curs Rosa Sensat présenté au IIIème Congrès d'Enseignement ménager. Barcelona: Ajuntament de Barcelona. (1922)
- Del vestit i la seva conservació. Barcelona: Consell de Pedagogía de la Mancomunitat de Catalunya. (década de 1920)
- Les ciències en la vida de la llar. Barcelona: Publicacions de l'Associació Protectora de l'Ensenyança Catalana. També edició facsímil (1998). Barcelona: Altafulla. (1923)
- Como se enseña la economía doméstica. Madrid: Publicaciones de la Revista de Pedagogía. (1927)
- Hacia la nueva escuela. Madrid: Publicaciones de la Revista de Pedagogía. Versió catalana Sensat, Rosa (1996). Vers l'escola nova. Vic: Eumo. (1934)